# Veturius assimilis
Veturius assimilis is een keversoort uit de familie Passalidae. De wetenschappelijke naam van de soort is voor het eerst geldig gepubliceerd in 1801 door Weber.